# Schlacht bei Rheinfelden (1638)
Wallerfangen – Dömitz – Haselünne – Wittstock – Rheinfelden – Breisach – Wittenweiher – Vlotho – Ochsenfeld – Chemnitz – Bautzen – Freiberg – Riebelsdorfer Berg – Dorsten – Preßnitz – La Marfée – Wolfenbüttel – Kempener Heide – Schweidnitz – Breitenfeld – Tuttlingen – Freiburg – Philippsburg – Jüterbog –  Jankau – Herbsthausen – Alerheim – Brünn – Korneuburg – Totenhöhe – Hohentübingen –  Triebl – Zusmarshausen – Wevelinghoven – Dachau –  Prag
Als Schlacht bei Rheinfelden werden zwei kriegerische Auseinandersetzungen (daher teilweise auch Doppelschlacht genannt) während des Dreißigjährigen Krieges bezeichnet, die sich innerhalb von vier Tagen in der Nähe der damals dem südlichen Breisgau zugehörigen Reichsstadt Rheinfelden zugetragen haben. Truppen des für die protestantische Seite kämpfenden Herzogs Bernhard von Sachsen-Weimar trafen auf kaiserlich-bayerische Söldner, die der belagerten Stadt zu Hilfe eilten. Das Kriegsglück wechselte zwischen beiden Schlachten, doch endlich am 3. März 1638 triumphierte die protestantische Seite.

## Situation vor der Schlacht
Mit der Kriegserklärung Frankreichs an den Habsburger Kaiser hatte Im Dreißigjährigen Krieg 1635 die Phase des schwedisch-französischen Krieges begonnen. Der Krieg war ein politisch-strategischer Eroberungs-Krieg geworden und der ursprünglich wichtige religiöse Faktor war nicht mehr bedeutsam. Nicht mehr nur Protestanten und Katholiken trafen aufeinander, sondern das katholische Frankreich, das im Innern gegen die Hugenotten kämpfte, kämpfte nach außen auf Seiten der deutschen und schwedischen Protestanten gegen das katholische Spanien und gegen die Truppen des katholischen Habsburger Kaisers, während fast alle protestantischen Fürsten und Städte im Friedensvertrag von Prag ihr Bündnis mit den Schweden gebrochen hatten und mit dem Kaiser Frieden geschlossen hatten.

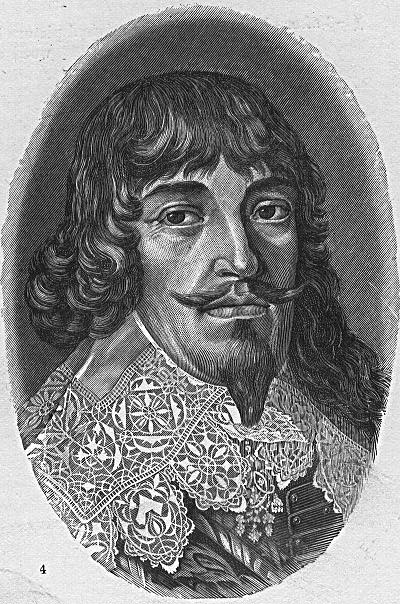
Bernhard von Sachsen-Weimar

Der als Folge seiner schweren Niederlage in der Schlacht bei Nördlingen aus seinem Herzogtum Franken vertriebene Bernhard von Sachsen-Weimar hatte im Vertrag von Saint-Germain-en-Laye im Oktober 1635 von Frankreich für die Fortsetzung des Krieges mit einem schwedisch-deutschen Heer Subsidiengelder erhalten. Dem Wunsch des französischen Kardinals Richelieu gemäß zog er mit dem Heer nach Hochburgund, wo General Federigo Savelli ein kaiserliches Heer kommandierte. Bernhards Heer – die sog. Weimaraner – besetzten mehrere Orte und brachten am 24. Juni zwischen Gray und Besançon dem Heer von Herzog Karl von Lothringen, der mit dem Kaiser verbündet war, eine Niederlage bei. Darauf zog Bernhard mit seinem Heer über Mömpelgard durch den Sundgau, setzte am 27. Juli bei Rheinau über den Rhein an das rechte Ufer und igelte sich auf der dortigen Flussinsel beim Dorf Wittenweier ein.
Hier kam es zu einem Waffengang mit einem kaiserlich-bayerischen Heer unter Johann von Werth, der nach Eroberung der Kurtrierer Festung Ehrenbreitstein an den Oberrhein gezogen war, wo er dem Heer Bernhards entgegentrat. Dessen Angriffe auf die Wittenweierer Schanzen im August und September wehrte er erfolgreich ab. Bernhards Heer hatte erhebliche Verluste und zog sich in die Winterquartiere nach Mömpelgard zurück. Das Weimaraner Heer war auf weniger als 4.000 Mann geschrumpft und Bernhard war über fehlende französische Unterstützung durch Zuweisung von Söldner enttäuscht. In die Sorgen mischte sich Freude über die Zusammenarbeit mit der als Exklave in Vorderösterreich gelegenen Festung Hohentwiel. Der dortige Kommandant Konrad Widerholt hatte sich unter das Kommando des Bernhard von Sachsen Weimar gestellt und hielt tapfer, aber auch eigenwillig, stellvertretend für seinen im Exil in Straßburg befindlichen Landesherrn Herzog Eberhard III. von Württemberg, den Hohentwiel als die letzte protestantische Bastion in Württemberg.
Zu Weihnachten 1637 erhielt Bernhard die Zusage von Manassès de Pas, Marquis de Feuquières, dem Gesandten von Kardinal Richelieu, dass mit französischen Verstärkungen für sein Heer zu rechnen sei. Bernhard plante eine neue Kampagne und stärkte seine Truppen durch gute Verpflegung so, dass er seinen Feldzug im Jahr 1638 sehr frühzeitig beginnen konnte. Dabei zielte er zunächst auf Geländegewinne am Hochrhein ab, ehe er sich der ungemein wichtigen Festung Breisach am Rhein des Reichs zuwenden wollte. Eine Rolle mag dabei die ihm vertraglich zugesicherte Herrschaft über die Landgrafschaft Elsass gespielt haben. Er wollte dieses Gebiet aus dem Besitz der Habsburger in Vorderösterreich für sich selbst erobern.

## Schlachtverlauf

### Belagerung von Rheinfelden

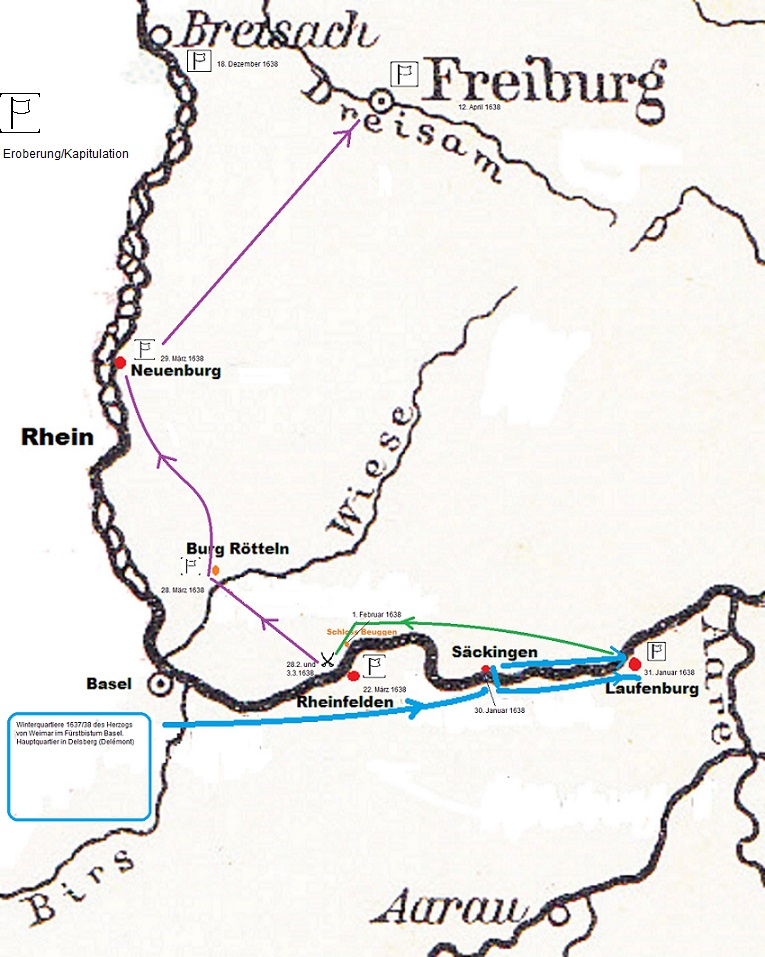
Feldzug Bernhards von Weimar anfangs 1638

Am 18. Januarjul. / 28. Januar 1638greg. brach Bernhard mit einer Vorausabteilung von 1000 Mann und 1000 Pferden auf, um die Waldstädte in seinen Besitz zu bringen. Bernhard umging Stellungen der Kaiserlichen im Elsass und in Hochburgund. Am 19.jul. / 29. Januargreg. setzte er mit 500 Musketieren und 500 Pferden zwischen Stein und Säckingen per Fähre über den Strom und nahm noch am selben Tag das Städtchen Säckingen und das „Kloster Picken“ ein (die Deutschritterkommende Beuggen). Dann marschierte die aufgeteilte Truppe auf beiden Seiten des Flusses weiter nach Laufenburg. Die Stadt fiel am 20.jul. / 30. Januargreg. an Bernhards Armee, denn sie verfügte mit lediglich 60 Mann nur über eine schwache Verteidigung. Zum Schutz der dortigen, strategisch vorteilhaften Rheinbrücke stationierte Bernard 100 Musketiere in der Stadt.
Anschließend erhielten zwei Obristen den Auftrag, sofort mit ihren Einheiten weiterzuziehen, um Stadt und Festung Rheinfelden dies- und jenseits des Rheines zu blockieren. Am 21.jul. / 31. Januargreg. folgte ein weiterer Obrist mit einem Teil der Truppen auf der Schwarzwälder Seite nach, Bernhard selbst marschierte mit dem anderen Teil auf Fricktaler Seite rheinabwärts bis Rheinfelden. Die Stadt war gut bewehrt und wurde von 480 Mann unter Obristwachtmeister Röckel verteidigt. Bernhard ließ sodann den Rest seiner Leute aus dem Winterquartier nachrücken. Am 23. Januar machte sich dieser Teil des Heeres aus dem Bistum Basel zur Belagerung Rheinfeldens, der wichtigsten unter den Waldstädten, auf. Unterdessen nahmen die Voraustruppen noch die Stadt Waldshut.
Am 26. Januarjul. / 5. Februargreg. begann Bernhard mit der Belagerung und Kampfhandlungen gegen die Verteidiger Rheinfeldens. Am 31. Januarjul. / 10. Februargreg. ließ er die Türme und Flanken der Stadt angreifen. Der Stadtkommandant war besorgt, denn ihm ging langsam die Munition aus. Er schickte einen Boten zur Festung Breisach mit der Bitte um Nachschub. Der Mann fiel in Feindeshand und wurde am 2.jul. / 12. Februargreg. Februar vor einem Tor von Rheinfelden gehenkt. Sowohl am 5.jul. / 15. Februargreg. wie am 6.jul. / 16. Februargreg. Februar wurde die Stadt von den Belagerern heftig beschossen. Es gelang ihnen, unter dem Außenwerk eine Mine zu legen und zu zünden. Durch die Bresche drangen Angreifer in den Verteidigungsring ein. Etliche von ihnen wurden durch Schüsse niedergestreckt oder erlitten durch Steinwürfe schwere Quetschungen. Am 13.jul. / 23. Februargreg. riss die Kanonade ein großes Loch in einen Turm und den Angreifern gelang es, eine zweite Mine am Zwinger zu platzieren.
Nach ihrer Zündung entstand ein Gang bis zu diesem Turm, über den die protestantische Armee in die Stadt eindringen wollte. Doch gelang es den Verteidigern, einzelne Abschnitte des Ganges zu beherrschen. Sie warfen Sprengkörper und Steine auf die Eindringlinge. Den Turm zündeten die Städter an. Durch die Hitzeentwicklung war er nun nicht mehr zu gebrauchen und als Vorposten für die Angreifer ungeeignet. Diese gingen am 18.jul. / 28. Februargreg. Februar daran, durch Beschuss in den links daneben liegenden Turm eine weitere Bresche zu öffnen und es gelang ihnen auch, den Turm zum Einsturz zu bringen. Wegen der beiden Schwachpunkte im Verteidigungsring hegten die Belagerer nun die Hoffnung, dass sich die Stadt bald zur Übergabe bereit erklären würde. Da nahm das Geschehen eine ungeplante Wende.
In den Tagen davor hatte sich in Villingen ein kaiserlich-bayerisches Heer versammelt und war nach einem viertägigen Tages- und Nachtmarsch am Morgen des 18.jul. / 28. Februargreg. Februar unbemerkt bis in die Nähe des Kriegsschauplatzes gelangt.

### Erster Waffengang am 28. Februar
Die Kaiserlichen waren von den Erfolgen Bernhards am Hochrhein aufgeschreckt. Sie wollten Rheinfelden auf keinen Fall verlieren und rückten mit Truppen zum Entsatz der bedrängten Stadt heran. Das Korps des Kaiserlichen Feldzeugmeisters Federigo Savelli war um die Mannen des in bayerischen Diensten stehenden Reitergenerals Johann von Werth und Leute des Adrian Graf von Enkevort verstärkt. Sie griffen mit überlegener Macht den französisch-protestantischen Gegner am 18.jul. / 28. Februargreg., einem Sonntag, an. Ihre Dragoner hielten sie zunächst in den Hecken verborgen und ließen erst das Fußvolk ein halbstündiges Scharmützel durchführen.

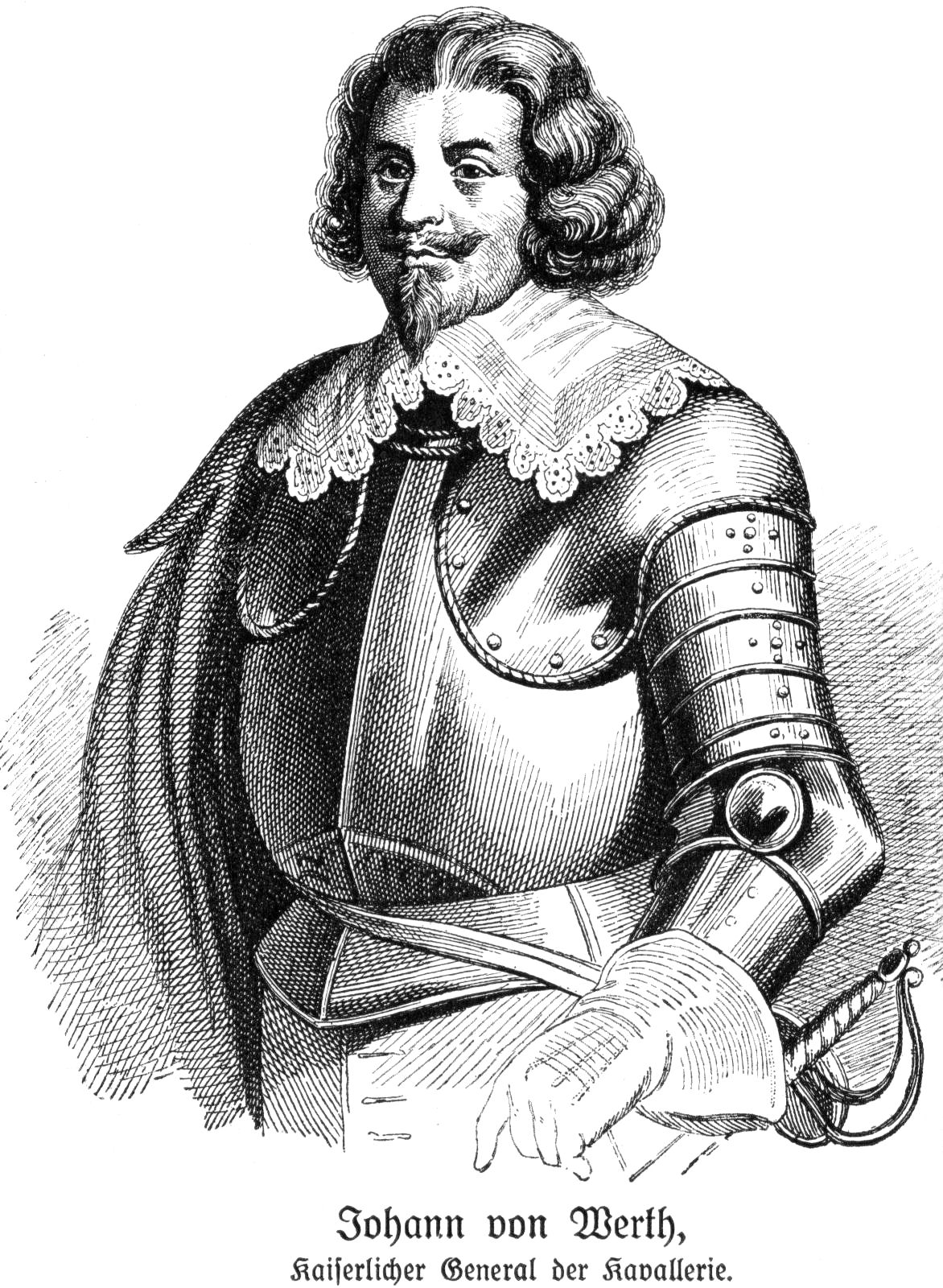
Johann von Werth

In der Schlacht trafen sodann aufeinander:
Auf kaiserlich-katholischer Seite:
- 3 Regimenter Kürassiere
- 8 Schwadronen und 5 Arkebusier-Regimenter
- 10 Schwadronen der bayerischen Truppen
- 2 Kompanien Kroaten
- 1 Regiment Dragoner
- 4 Regimenter zu Fuß

Auf französisch-protestantischer Seite:
- 6 Regimenter zu Pferde
- 12 Schwadronen
- 400 Musketiere
- 1 Schwadron des Obristen Bodendorff

Den rechten Flügel von Bernhards Truppen kommandierte General Georg Christoph von Taupadel, der sich gegen den von Johann von Werth befehligten linken Flügel der Kaiserlichen durchsetzte. Werths Männer ließen sich zerstreuen und ergriffen die Flucht, weit nachverfolgt von französisch-protestantischen Einheiten. Umgekehrt hingegen war die Situation am anderen Flügel. Hier konnten die von Savelli und Generalmajor Klaus Dietrich von Sperreuter geleiteten Einheiten Konfusion in den Reihen des Feindes auslösen und einige auf das Schloss Beuggen zutreiben, wo Musketiere sie unter Feuer nahmen. Weil in den Reihen der Kaiserlichen auch einige Kürassiere standen, kam das Fußvolk an Bernhards linkem Flügel nur wenig voran. Durch das Vordringen des rechten Flügels wurde Platz und die Reihen Bernhards getrennt. Beim Vorrücken erbeuteten die Angreifer die Regimentsgeschütze. Die Kaiserlichen stießen durch die entstandenen Lücken auf den feindlichen Tross und begannen die Wagen mit Nachschub zu plündern, wurden aber umgehend von ihren Obristen durch Befehle in diesem Tun gestoppt. Bernhard konnte dieses Durcheinander für das Wiederherstellen einer Schlachtordnung nutzen und mit seinen Leuten einen Angriff einleiten. In dieser Phase waren Bernhard und sein General Taupadel in gegnerische Gefangenschaft geraten. Weil ihre Bewacher ihre Aufmerksamkeit jedoch mehr darauf richteten, bei der Plünderung nicht zu kurz zu kommen, gelang beiden wieder die Flucht.
Das kaiserliche Heer musste zunächst zurückweichen, doch unterstützt durch einen Ausfall der Besatzung in der Stadt gelang es, den protestantischen Gegner zu schlagen. Weitere Attacken wurden von den Kaiserlichen pariert und bei ihrem Vorpreschen etliche Gefangene, darunter der Herzog von Rohan, gemacht. Der am französischen Hof in Ungnade gefallene Duc Henri II. de Rohan, der sich Bernhard als Berater angeschlossen hatte, erlitt in dieser Schlacht eine Verwundung, an der er nach anfänglich positivem Genesungsverlauf am 13. April in Königsfelden starb. Ferner war Bernhard auf dem Schlachtfeld mit dem Tod des Generalmajors Johann Philipp, Wild- und Rheingraf aus dem Hause Salm in der Linie Salm-Kyrburg, eine weitere wichtige Stütze in seinem Heer genommen. Sein Schweizer Stabschef Johann Ludwig von Erlach geriet mit anderen Leuten zusammen in gegnerischen Gewahrsam.
Die Kämpfe in dieser Schlacht hielten den ganzen Tag über bis zum Einbruch der Dunkelheit an. Dann erst sammelten sich die Truppen. Das Kriegsglück war in diesem Treffen lange gleich verteilt, doch durch ihre größere Anzahl Soldaten hatten die Kaiserlichen am Ende mehr Vorteile und konnten sich als Sieger betrachten. Sie lagerten in der Nacht in der Stadt Rheinfelden. Die Kaiserlichen setzten dem abziehenden Heer Bernhards nicht nach. Im Glauben, einen totalen Sieg errungen zu haben, erlaubte Savelli, gegen den Rat von Werths, in der Folge den Truppen, sich in den Ortschaften im größeren Umkreis bessere Verpflegung zu organisieren. Rheinfelden wurde mit benötigtem Nachschub versorgt.
Bernhard schlug mit seiner Armee den nächtlichen Rückweg nach Laufenburg ein. Die jenseits des Rheines liegenden französisch-protestantischen Einheiten hatten untertags die Stadt Rheinfelden unter Beschuss genommen, beendeten aber am Ende des Tages die Belagerung. Die Artillerie rückte am Abend ebenfalls auf der anderen Rheinseite ab. Auf dem Weg nach Laufenburg nahm Bernhard am Montag, dem 19. Februarjul. / 1. Märzgreg., das auf einer Anhöhe zwischen Säckingen und Laufenburg gelegene feindlich besetzte „Schloss Rothenhaus“ ein, wo er 150 Gefangene machte. Möglicherweise ist hier Rothaus nahe Murg gemeint. Am Abend vereinigten sich in Laufenburg die auf beiden Rheinseiten zurückmarschierten Verbände. Schon am nächsten Tag, den 20. Februarjul. / 2. Märzgreg., brach Bernhard mit seinen Truppen gegen 14:00 Uhr wieder auf. Den General Taupadel mit seiner Kavallerie schickte er auf einen Anmarschweg durch das Wehratal im Schwarzwald. Er selbst zog mit dem übrigen Heer – Fußvolk, Kanonen und Regimentern zu Ross – in Richtung Säckingen und lagerte bei Oberschwörstadt. Am 21. Februarjul. / 3. Märzgreg. vereinigte er sich um 7:00 Uhr wieder mit der Kavallerie Taupadels bei Beuggen.

### Zweiter Waffengang am 3. März

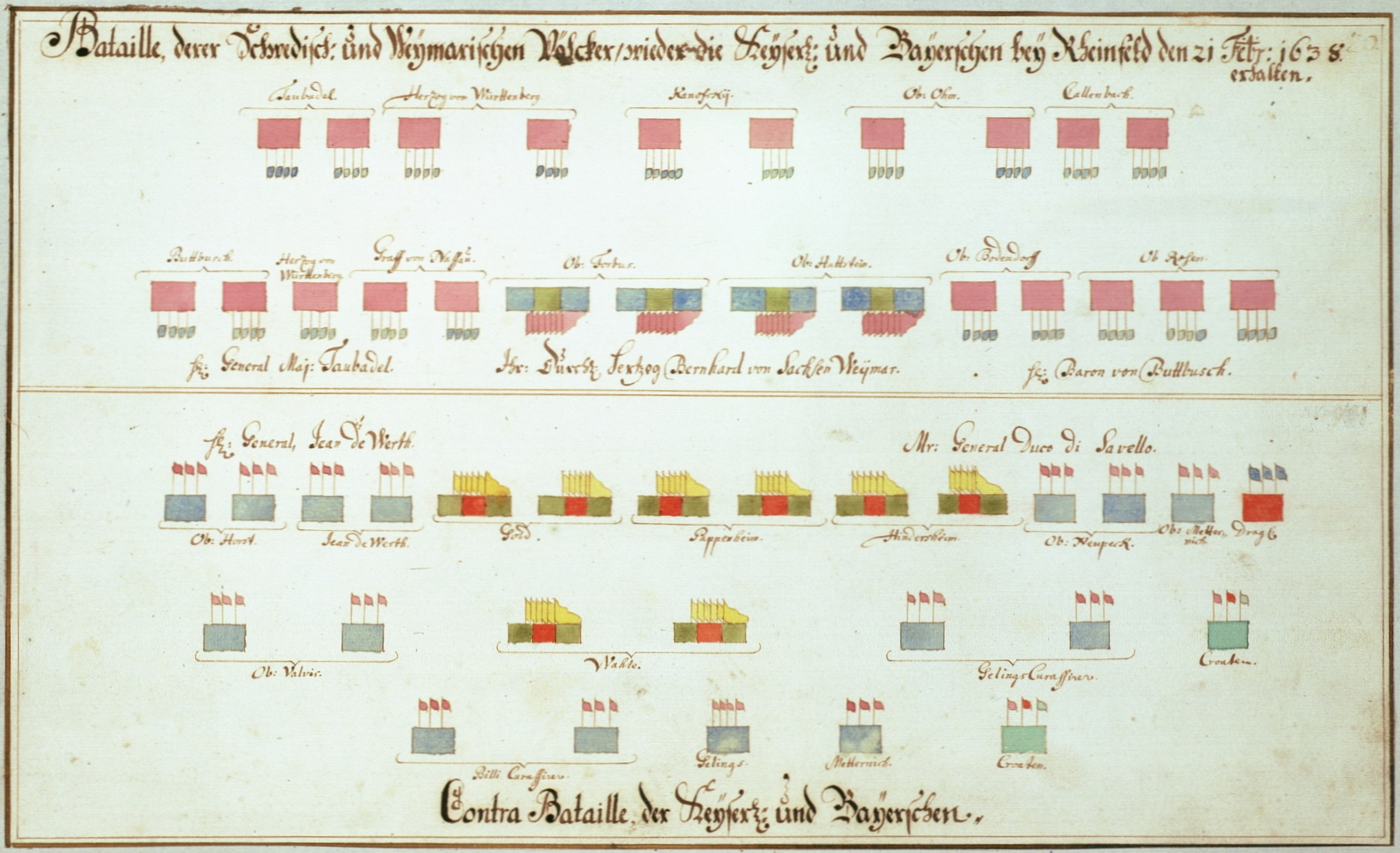
Aufstellung der Truppen am

Unbemerkt gelangte Bernhard in die Nähe seiner Gegner. Diese wähnten ihn auf dem Rückzug und waren der Meinung, einen glänzenden Sieg erfochten zu haben. Herzog Savelli schickte eine solche Nachricht an den Kaiser Ferdinand III. Ein Teil der Kaiserlichen war nach Breisach unterwegs, um von dort Kanonen zu besorgen, mit denen sie Laufenburg, das vermeintliche Lager Bernhards, beschießen wollten. Als die Kunde kam, dass die französisch-protestantische Streitmacht schon in der Nähe sei, wurden eilig die vorhandenen Kräfte zur Schlacht aufgestellt. Ein Teil des Fußvolks wurde neben Rheinfelden im Buschwerk am Rheinufer versteckt, ein weiterer Teil in einem vor dem Schlachtfeld verlaufenden Graben platziert. Ein Regiment wurde in den Wald beim Dorf Nollingen gelegt. Die anderen Kräfte erwarteten hinter dem Graben den Feind, die Reiterei wurde neben oder hinter das Fußvolk gestellt.
Bernhard rückte mit seinen Leuten schnurstracks auf das Schlachtfeld hinter dem Graben vor, er befehligte den linken Flügel, Taupadel wieder den rechten, erhielt aber nach Sichtbarwerden der feindlichen Aufstellung die Order, sich stärker links zu halten. Die Schlacht begann mit dem blutigen Vertreiben der in den Büschen am Rhein positionierten Musketiere durch eine Kampfeinheit des Weimaraner Heeres. Dabei gelang es auch, die am Sonntag verloren gegangenen Regimentskanonen zurückzuerobern. Bernhard ließ mit Kanonen dreimal auf die Reihen der Kaiserlichen schießen und zwar mit solchem Geschick, dass die Artillerie ständig weiter nach vorne gerückt werden konnte, am Schluss bis auf Pistolenschlussentfernung an die feindliche Infanterie heran. Die Wirkung der Salven in die Reihen des Gegners war schlimm.
Nach der dritten Kanonensalve erhielten die Obristen den Befehl, mit den Fußtruppen über den Graben hinweg anzugreifen, Taupadel sollte zugleich mit seinen Reitern das im Wald liegende gegnerische Regiment ausschalten. In Bernhards Reihen starben vom Führungsstab der Obrist Bodendorff und zwei Rittmeister schon beim ersten Angriff, als sie den Graben überwinden wollten. Die Fußtruppen waren bei ihrem Angriff einer scharfen Infanteriesalve und Beschuss durch die im Graben liegenden kaiserlichen Musketiere ausgesetzt. Anschließend gelang es ihnen gleichwohl, mit großer Tapferkeit über den Graben in die feindlichen Reihen einzudringen, die ins Wanken gerieten. Als einige Kaiserliche ihre Gewehre wegzuwerfen begannen und ihre Kavallerie dies sah, flüchteten viele kaiserliche Reiter und stürzten sich nicht in das Kampfgetümmel.
Johann von Werth hatte sich mit seinem Regiment im Wald in dieser Schlacht am längsten gehalten. Als auch seine Leute sich zum Durchgehen entschlossen hatten, verlegte ihnen Taupadel mit einer Schwadron den Fluchtweg. Das ganze Regiment musste sich gefangen nehmen lassen. Dabei waren neben Johann von Werth auch Herzog Savelli, die Generalmajore Adrian Graf von Enkevort und Claus Dietrich von Sperreuth und fast das ganze Offizierskorps. Die meisten zur Flucht gewandten Reiter und die ganze Infanterie wurden gleichfalls gefangen genommen. Die bei Rheinfelden stationierten Kaiserlichen schlugen sich, als sie der Niederlage ihres Heeres gewahr wurden, auf der eidgenössischen Seite nach Breisach durch und brachten sich in Sicherheit. Entkommen konnte unter anderem Oberstleutnant Georg von Lamboy, der Bruder des Generals Guillaume de Lamboy. Ihm gelang es, 400 Pferde einzusammeln, er wurde auf der Flucht aber nochmals bei Pratteln angegriffen und verlor weitere 150 Mann an Gefangenen.
Der zurückgekehrte Bernhard von Sachsen-Weimar hatte den sorglosen Heerführer Savelli an diesem Tag vollständig besiegt. Die Befehlshaber Savelli und Johann von Werth reagierten auf seinen Angriff mit unglücklichen Aktionen. Die eine Hälfte der kaiserlichen Truppen, darunter der Dragonerführer John Henderson, floh, die andere Hälfte ergab sich. Das französisch-protestantische Heer machte 3.000 Gefangene. Bernhard konnte seine am Sonntag von der Gegenseite gefangenen Leute durch den Sieg befreien, unter ihnen der ihm wichtige General Johann Ludwig von Erlach.

### Übergabeverhandlungen und Übergabe von Rheinfelden

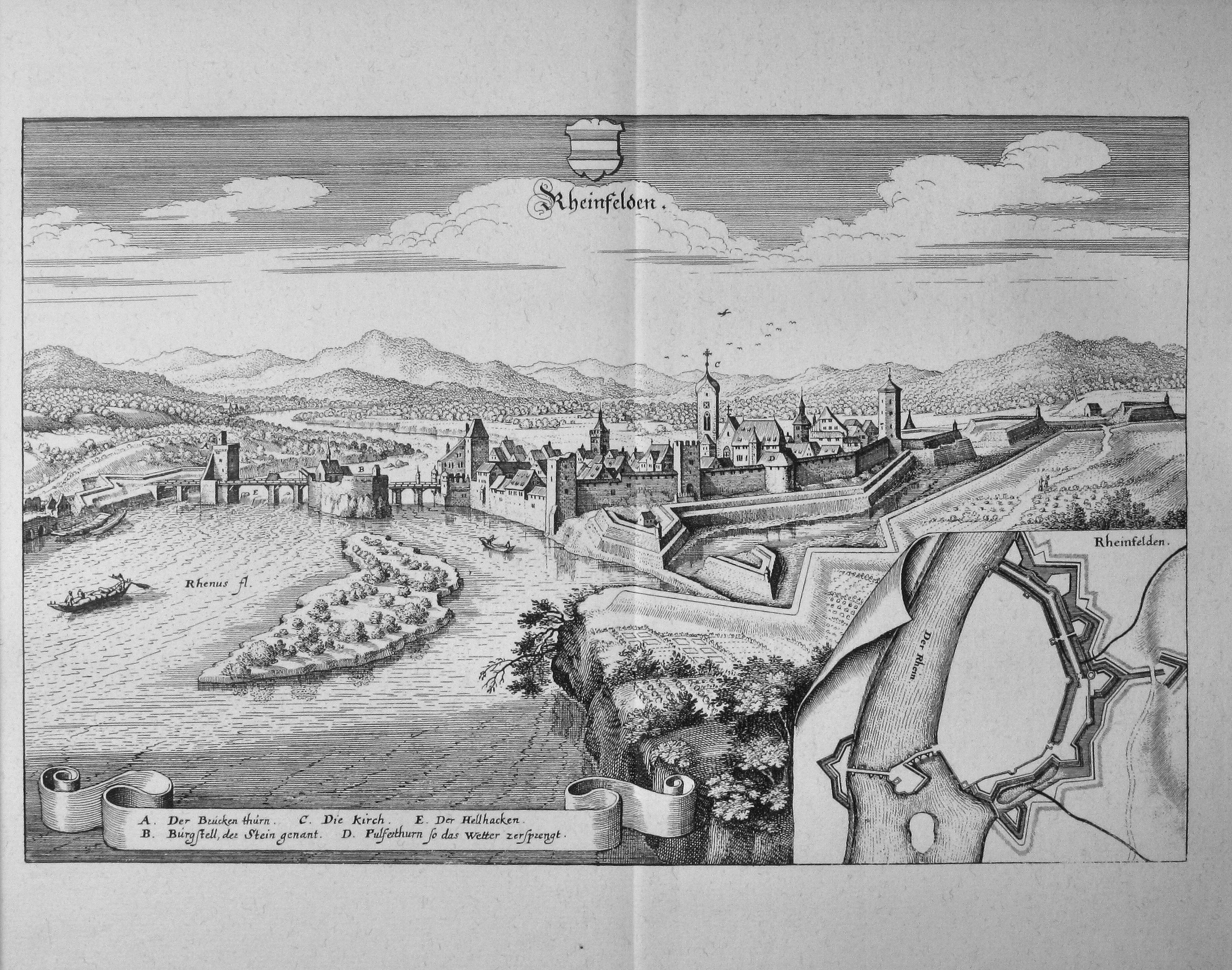
Stadt und Festung Rheinfelden um 1663; links die Nordseite

Am 23. Februarjul. / 5. März 1638greg. feierten auf dem Schlachtfeld die Protestanten einen Dankgottesdienst. Einen Tag später wurden, begleitet von Bernhard, die Gefangenen nach Laufenburg gebracht und dort auf die weiteren Haftorte Benfeld, Hohentwiel und Mömpelgard verteilt. Am 26. Februarjul. / 8. Märzgreg. bekam der Stadtkommandant von Rheinfelden eine erneute Aufforderung zur Übergabe des Ortes, nachdem auf eine ihm vor drei Tagen übermittelte Botschaft noch keine Antwort vorlag. Er erhielt ein Ultimatum, sich schleunigst zu erklären und mit der Bemerkung versehen, dass alle kaiserlichen Offiziere entweder gefangen oder tot wären. Er könne sich durch eine Person von der Wahrheit überzeugen lassen. Am folgenden Tag schickte der Kommandant einen Trommler vor die Stadt mit dem Auftrag der Überprüfung. Er erhielt die Gefangenen zu Gesicht. Am nächsten Tag wurde dieser Bote zusammen mit einem Begleiter in die Stadt zurückgeschickt, welcher Übergabebedingungen zur Unterschrift dabei hatte. Doch der Kommandant bat um weitere drei Tage Aufschub. Bernhard hatte von der Verzögerungstaktik nun genug und befahl, die Arbeiten zur Einnahme der Stadt fortzuführen. Inzwischen waren auch schwere Kanonen von Hohentwiel und Benfeld herbeigeschafft worden. Das Minieren und Graben von Gängen blieb nicht unbemerkt und am 12.jul. / 22. Märzgreg. wurde schließlich der Übergabevertrag geschlossen. Die in der Stadt befindlichen Gefangenen wurden auf freien Fuß gesetzt, die auf 1.600 Mann angewachsene Garnison gefangen abgeführt, unter ihnen auch Kaiserliche, die sich in die Stadt hinein gerettet hatten.

### Bilanz
Nach der Schlacht bei Rheinfelden waren zu bilanzieren:
18./28. Februar:

Truppen Bernhards: etwa 100 Tote und Verwundete

Kaiserliche: über 300 Tote und Verwundete
21. Februar/3. März:

Truppen Bernhards: etwa 20 Tote

Kaiserliche: etwa 500 bis 600 Tote
Am 23. Februar hat Bernhard seine Armee nach der Schlacht mustern lassen und dabei als Ergebnis eine Anzahl von 3.000 Mann und 4.000 Pferden mitgeteilt erhalten. Taupadel und seine Leute wurden anschließend in Richtung Breisach und Freiburg im Breisgau kommandiert.

## Nach der Schlacht

### Gefangene
Johann von Werth wurde zunächst nach Laufenburg gebracht und am 12. März in die Festung Benfeld verlegt. Am 7. Mai wurde er in Marsal den Franzosen übergeben und am 27. Mai in die Festung Vincennes transportiert. Auf Verlangen Richelieus wurde er später zeitweise nach Paris gebracht und dort in ehrenvoller Haft gehalten. Johann von Werth wurde in einem Gefangenentausch am 24. März 1642 in Dinglingen gegen den schwedischen Feldmarschall Gustaf Graf Horn ausgewechselt. Graf Enkevort teilte weitgehend dasselbe Los wie von Werth.
Richelieu wollte der Eitelkeit des Volkes durch den Anblick so berühmter Gefangener schmeicheln und das öffentliche Elend durch das Schaugepränge der erfochtenen Siege vergessen lassen. Auch die eroberten Standarten und Fahnen wurden in dieser Absicht in einer feierlichen Prozession in die Kirche Notre Dame de Paris gebracht, dreimal vor dem Altar geschwenkt und der Kirche in Verwaltung gegeben.
Savelli wurde nach Laufenburg gebracht. Dort gelang ihm in einer Verkleidung die Flucht. Er sammelte seine geflohenen und neue Leute um sich und verstärkte damit die Streitmacht des bayerischen Generals Graf Johann von Götzen, der die bedrängte Festung Breisach versorgen und unterstützen sollte.
(Die Flucht Savellis wurde gerächt, Bluttat von Lauffenburg).
Sperreuter blieb bis 1640 in Gefangenschaft und wurde dann gegen Taupadel ausgetauscht, welcher der Gegenseite durch eine unvorsichtige Attacke nach der Schlacht bei Wittenweiher in die Hände geraten war. Die Gefangenen der Schlacht von Rheinfelden wurden unter anderem auf der Festung Hohentwiel inhaftiert. Den Söldnern wurde jedoch die Wahl gelassen, künftig in Diensten Bernhards von Sachsen-Weimar ihr Kriegshandwerk fortzusetzen, wovon viele Gebrauch machten.

### Weitere Entwicklung

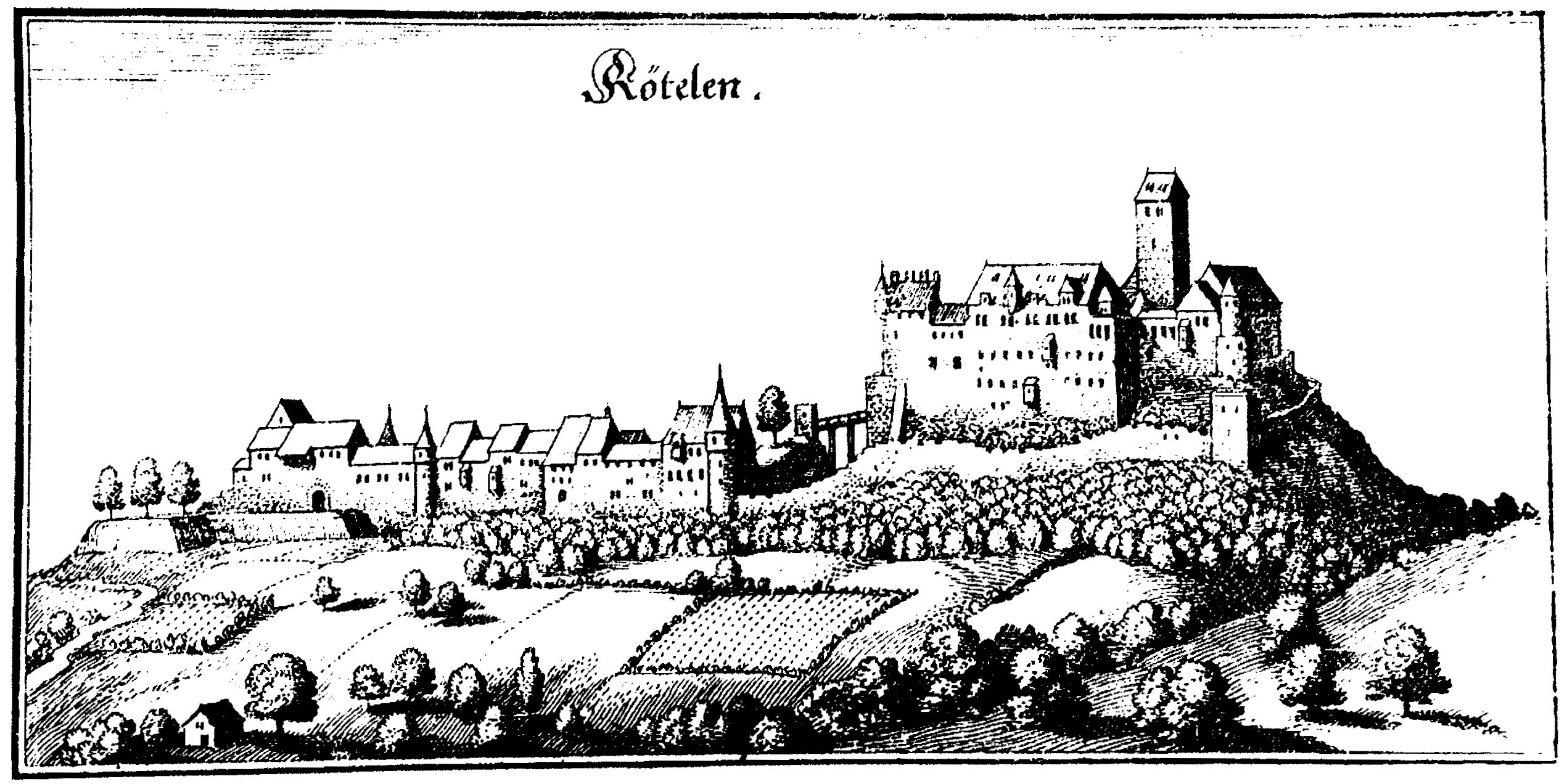
Burg Rötteln in einer Darstellung von 1643

Nach der Übergabe der Stadt ging Bernhards Feldzug weiter. Sein Untergebener Taupadel eroberte Hüningen. Bernhard selbst unterwarf Neuenburg am Rhein. Nachdem er am 18. Märzjul. / 28. März 1638greg. auch die Burg Rötteln und am 2. Apriljul. / 12. April 1638greg. Freiburg im Breisgau eingenommen hatte, rüstete er sich, die Festung Breisach zu belagern, das dem Kaiser wichtige, für unüberwindlich gehaltene Bollwerk des südwestlichen Deutschland.
Der Berner Johann Ludwig von Erlach erhielt nach dem baldigen Tod Bernhards von Weimar (er starb erst 35 Jahre alt), das Oberkommando und wurde dessen Nachfolger als Generalmajor in Breisach. Als 1639 Säckingen von 300 kaiserlichen Reitern geplündert wurde, sendete er umgehend Hilfe unter Oberst Rosen in die Waldstädte. Bis zu den Friedensverhandlungen 1646 in Münster blieb es in Rheinfelden ruhig, es sollten die vier Waldstädte im Tausch gegen Breisach an Frankreich fallen. Dieses Vorhaben setzte sich nicht durch.

## Trivia
In dem Film von 1971 Das vergessene Tal mit Omar Sharif wird ein nächtlicher Sturm auf Rheinfelden unter Bernhard von Weimar eingewoben, der aber wenig mit den historischen Ereignissen zu tun hat.